# Сатурн (премія, 2007)
33-я церемонія вручення нагород премії «Сатурн» за заслуги в царині кінофантастики, зокрема в галузі наукової фантастики, фентезі та жахів за 2006 рік, яка відбулася 10 травня 2007 року.

## Лауреати і номінанти
Нижче наведено повний список номінантів та переможців. Переможці виділені жирним шрифтом.

### Фільми
| Найкращий актор | Найкраща акторка |
| --- | --- |
| - Брендон Рут — за роль Кларка Кента / Супермена у фільмі Повернення Супермена - Деніел Крейг — за роль Джеймса Бонда у фільмі Казино Рояль - Клайв Овен — за роль Тео Фарона у фільмі Останній нащадок Землі - Г'ю Джекман — за роль Томаса / Томмі / доктор Тома Крео у фільмі Фонтан - Том Круз — за роль Ітана Ганта у фільмі Місія нездійсненна 3 - Вілл Феррелл — за роль Гарольда Кріка у фільмі Персонаж                                 | - Наталі Портман — за роль Іві Гаммонд у фільмі V означає Вендетта - Шона Макдональд — за роль Сари у фільмі Спуск - Рене Зеллвегер — за роль Беатріс Поттер у фільмі Міс Поттер - Джуді Денч — за роль Барбари Коветт у фільмі Скандальний щоденник - Меггі Джилленгол — за роль Ани Паскаль у фільмі Персонаж - Кейт Босворт — за роль Лоїс Лейн у фільмі Повернення Супермена |
| Найкращий актор другого плану | Найкраща акторка другого плану |
| - Бен Аффлек — за роль Джорджа Рівза у фільмі Смерть Супермена - Келсі Греммер — за роль Генка МакКоя / Звір у фільмі Люди Ікс: Остання битва - Філіп Сеймур Гоффман — за роль Оуена Девіана у фільмі Місія нездійсненна 3 - Сержі Лопес — за роль капітан Відаля у фільмі Лабіринт Фавна - Джеймс Марсден — за роль Річарда Вайта у фільміПовернення Супермена - Білл Нагі — за роль Деві Джонса у фільмі Пірати Карибського моря: Скриня мерця | - Фамке Янссен — за роль Джини Ґрей/Фенікс у фільмі Люди Ікс: Остання битва - Ева Грін — за роль Веспер Лінд у фільмі Казино Рояль - Кейт Бланшетт — за роль Шеби Гарт у фільмі Скандальний щоденник - Рейчел Герд-Вуд — за роль Лори Ріши у фільмі Парфумер: Історія одного вбивці - Емма Томпсон — за роль Карен Ейфель у фільмі Персонаж - Паркер Поузі — за роль Кітті Ковальскі у фільмі Повернення Супермена                                                                                   |
| Найкращий молодий актор чи акторка | Найкращий сценарій |
| - Івана Бакеро — за роль Офелії у фільмі Лабіринт Фавна - Го А-сон — за роль Пак Хен Со у фільмі Ведучий - Трістан Лейк Лебю — за роль Джейсона Вайта у фільмі Повернення Супермена - Мітчел Муссо — за роль Діджея Волтерз у фільмі Будинок-монстр - Едвард Спелірс — за роль Ерагона у фільмі Ерагон - Джодель Ферланд — за роль Єлизи-Роуз у фільмі Країна припливів                                                                          | - Майкл Догерті і Ден Гарріс — Повернення Супермена - Ендрю Біркін, Бернд Айхінгер та Том Тиквер — Парфумер: Історія одного вбивці - Гільєрмо дель Торо — Лабіринт Фавна - Зак Гелм — Персонаж - Ніл Первіс, Роберт Вейд, Пол Хаггіс — Казино Рояль - Сестри Вачовскі — V означає Вендетта |
| Найкращий режисер | Найкращий костюм |
| - Браян Сінгер — Повернення Супермена - Том Тиквер — Парфумер: Історія одного вбивці - Альфонсо Куарон — Останній нащадок Землі - Джей Джей Абрамс — Місія нездійсненна 3 - Мел Гібсон — Апокаліпто - Гільєрмо дель Торо — Лабіринт Фавна | - Йі Чун-ман — Прокляття золотої квітки - Пенні Роуз — Пірати Карибського моря: Скриня мерця - Семмі Шелдон — V означає Вендетта - Джоан Бергін — Престиж - Нік Ед — Ескадрилья «Лафаєт» - Джудіанна Маковська — Люди Ікс: Остання битва |
| Найкращий грим | Найкращі спецефекти |
| - Тодд Мастерс та Ден Реберт — Ковзати - Говард Бергер, Грег Нікотеро та Маріо Мікісанті — Пагорби мають очі - Ве Ніл і Джоел Харлоу — Пірати Карибського моря: Скриня мерця - Грег Нікотеро та Скотт Паттон — Техаська різанина бензопилою: Початок - Пол Хайєтт та Вікі Ленг — Спуск - Давід Марті і Монсе Рібе — Лабіринт Фавна | - Джон Нолл, Хел Т. Хікель, Чарльз Гібсон та Аллен Хол — Пірати Карибського моря: Скриня мерця - Джон Бруно, Ерік Сейндон, Крейг Лін та Майк Везіна — Люди Ікс: Остання битва - Марк Стетсон, Ніл Корбоулд, Річард Р. Гувер та Джон Тум — Повернення Супермена - Роджер Гайєтт, Рассел Ерл, Пет Тубах та Ден Судік — Місія нездійсненна 3 - Джеремі Доусон, Ден Шрекер, Марк Г. Сопер та Пітер Паркс — Фонтан - Карін Джой, Джон Ендрю Бертон-молодший, Блер Кларк та Джон Дітц — Павутиння Шарлотти |
| Найкраща музика | Найкращий науково-фантастичний фільм |
| - Джон Оттман — Повернення Супермена - Джон Павелл — Люди Ікс: Остання битва - Тревор Рабін — Ескадрилья «Лафаєт» - Том Тиквер, Райнхольд Хайль та Джонні Клімек — Парфумер: Історія одного вбивці - Дуглас Пайпс — Будинок-монстр - Девід Арнольд — Казино Рояль | - Останній нащадок Землі - Дежа вю - Фонтан - Престиж - V означає Вендетта - Люди Ікс: Остання битва |
| Найкращий пригодницький фільм, бойовик чи трилер | Найкращий фентезійний фільм |
| - Казино «Рояль» - Відступники - Ескадрилья «Лафаєт» - Місія нездійсненна 3 - Скандальний щоденник - Парфумер: Історія одного вбивці | - Повернення Супермена - Павутиння Шарлотти - Ерагон - Ніч в музеї - Пірати Карибського моря: Скриня мерця - Персонаж |
| Найкращий фільм жахів | Найкращий анімаційний фільм |
| - Спуск - Пункт призначення 3 - Хостел - Пила 3 - Слимак - Зміїний політ | - Тачки - Змивайся - Веселі ніжки - Будинок-монстр - Лісова братія - Затьмарення |
| Найкращий фільм іноземною мовою | |
| - Лабіринт Фавна - Апокаліпто - Прокляття золотої квітки - Безстрашний - Вторгнення динозавра - Листи з Іодзіми | |

### Телебачення
| Найкращий телесеріал | Найкращий телесеріал, зроблений для кабельного телебачення |
| --- | --- |
| - Герої (NBC) - Загублені (ABC) - Таємниці Смолвіля (The CW) - Вероніка Марс (The CW) - Єрихон (CBS) - 24 (Fox) | - Зоряний крейсер «Галактика» (Syfy) - Шукачка (TNT) - Зоряна брама: SG-1 (Syfy) - Еврика (Syfy) - Доктор Хто (Syfy) - Декстер (Showtime) - Кайл XY (Freeform) |
| Найкращий телеактор | Найкраща телеакторка |
| - Майкл Голл — Декстер (Showtime) за роль Декстера Моргана - Метью Фокс — Загублені (ABC) за роль Джека Шепарда - Ноа Вайлі — Бібліотекар: Повернення в копальні царя Соломона (TNT) за роль Флінн Карсон - Кіфер Сазерленд — 24 (Fox) за роль Джека Бауера - Метт Даллас — Кайл XY (ABC Family) за роль Кайла Трегера - Едвард Джеймс Олмос — Зоряний крейсер «Галактика» (SyFy) за роль Вільяма Адама | - Дженніфер Лав Г'юїтт — Та, що говорить з привидами (CBS) за роль Мелінди Гордон - Патриція Аркетт — Медіум (NBC) за роль Елісон Дюбуа - Еванджелін Ліллі — Загублені (ABC) за роль Кейт Остін - Кеті Сакгофф — Зоряний крейсер «Галактика» (Syfy) за роль Кари Трейс - Крістен Белл — Вероніка Марс (UPN) за роль Вероніки Марс - Кіра Седжвік — Шукачка (TNT) за роль Бренди Лі Джонсон     |
| Найкращий телеактор другого плану | Найкраща телеакторка другого плану |
| - Масі Ока — Герої (NBC) за роль Хіро Накамура - Майкл Емерсон — Загублені (ABC) за роль Бена Лайнуса - Грег Грюнберг — Герої (NBC) за роль Метта Паркмена - Джош Голловей — Загублені (ABC) за роль Сойєра - Джеймс Калліс — Зоряний крейсер «Галактика» (SyFy) за роль Гая Балтар - Джеймс Ремар – Декстер (Showtime) за роль Гаррі Морґана                                                           | - Гейден Панеттьєр — Герої (NBC) за роль Клер Беннет - Дженніфер Карпентер — Декстер (Showtime) за роль Дебри Морган - Еллісон Мек — Таємниці Смолвіля (WB) за роль Хлої Салліван - Елі Лартер — Герої (NBC) за роль Нікі Сандерс - Габріелла Анвар — Бібліотекар: Повернення в копальні царя Соломона (TNT) за роль Емілі Девенпорт - Елізабет Мітчелл — Загублені (ABC) за роль Джулієт Берк |
| Найкраща телевізійна презентація | |
| - Бібліотекар: Повернення в копальні царя Соломона (TNT) - Загублена кімната (SyFy) - 10.5: Апокаліпсис (NBC) - Майстри жахів (Showtime) - Кошмари та сновидіння: З історій Стівена Кінга (TNT) - Життя на Марсі (BBC One) | |

### Домашня колекція
| Найкращий DVD або Blu-ray фільм | Найкращий DVD класичний фільм |
| --- | --- |
| - Хлопчики Sci-Fi - Беовульф і Грендель - Ефект метелика 2 - Бембі 2 - 2001 маніяк - Порожня людина 2 | - Ґодзілла - Кошмар на вулиці В'язів - Цей острів Земля - Вільне підприємство - Шукачі - Вона - Заборонена планета |
| Найкращий DVD або Blu-ray спецвипуск | Найкращий телевізійний DVD-реліз |
| - Супермен II: Виріз Річарда Доннера - Пила 2 (Спеціальне видання без рейтингу) - Кінг-Конг (Розширене видання Делюкс) - Олдбой (Остаточне колекційне видання) - Хроніки Нарнії: Лев, чаклунка та шафа (Розширене видання) - Пункт призначення 3 | - Джеймс Бонд Остаточне видання (колекції 1-4) - Борис Карлофф Колекція - Екзорцист Повна антологія - Френк Капра Прем'єрна колекція - Голлівудські легенди жахів Колекція - Супермен Остаточне колекційне видання                                                 |
| Найкраща колекція DVD фільмів | Найкращий ретро-серіал на DVD |
| - Майстри жахів (Повна серія) - Загублені (Повний другий сезон) - Театр таємничої науки 3000 (Збірник - 9-10) - Привиди (4) - Доктор Хто (Повний другий сезон) - Дедвуд (Повний другий сезон)                                                    | - Пригоди Супермена (Повні шість сезонів) - Дикий Дикий Захід (Повний перший сезон) - Подорож на дно моря (Сезони 1 і 2) - Суботнього вечора в прямому ефірі (Повний перший сезон) - Зоряний шлях: Анімаційний серіал () - Дивовижні історії (Повний перший сезон) |

### Особливі нагороди
| Нагорода                                            | Лауреати                                                        |
| --------------------------------------------------- | --------------------------------------------------------------- |
| Спеціальна нагорода (The Special Recognition Award) | • Інопланетне Різдво написані Стівеном Чіодо та Джимом Стрейном |
| Нагорода «Висхідна зірка» (Rising Star Award)       | • Метт Даллас - Кайл XY                                         |
| Виставка кінорежисера (Filmmaker's Showcase Award)  | • Джеймс Френсіс Ґанн - Ковзати                                 |
| Нагорода за заслуги (The Service Award)             | • Керрі О'Куінн - колишній видавець журналу Starlog             |